# 安大略401號省道
安大略401號省道（英語：Ontario Highway 401），正式名稱為國王401號公路（King's Highway 401），是加拿大安大略省一條東西向400系列高速公路，全長828.0公里，西起溫莎市，橫貫安大略省南部至魁北克省邊界為東端，並連接魁北克20號高速公路前往滿地可，此兩條公路構成魁北克市-温莎走廊的主要骨幹。途經多倫多市的一段401號省道是世上最繁忙及最寬闊的公路之一，最闊的一段有22條來回行車線，亦是安大略省經濟的大動脈。由於401省道非常繁忙，安大略省政府於1980年代決定興建安大略407號省道作為此公路的繞道。公路全線由安大略省交通厅管理，並由安大略省警察局負責巡邏和執法，車速限制為每小時100公里。
此公路全線名為麥克唐納-卡迪亞公路（Macdonald-Cartier Freeway），而介乎多倫多和特倫頓的路段則在2007年額外冠以英雄公路（Highway of Heroes）之稱，以紀念在阿富汗戰爭中殉職的加拿大軍人。2015年在溫莎市開通的西延路段則冠為赫布·格雷園林公路（Rt. Hon. Herb Gray Parkway）。

## 走線

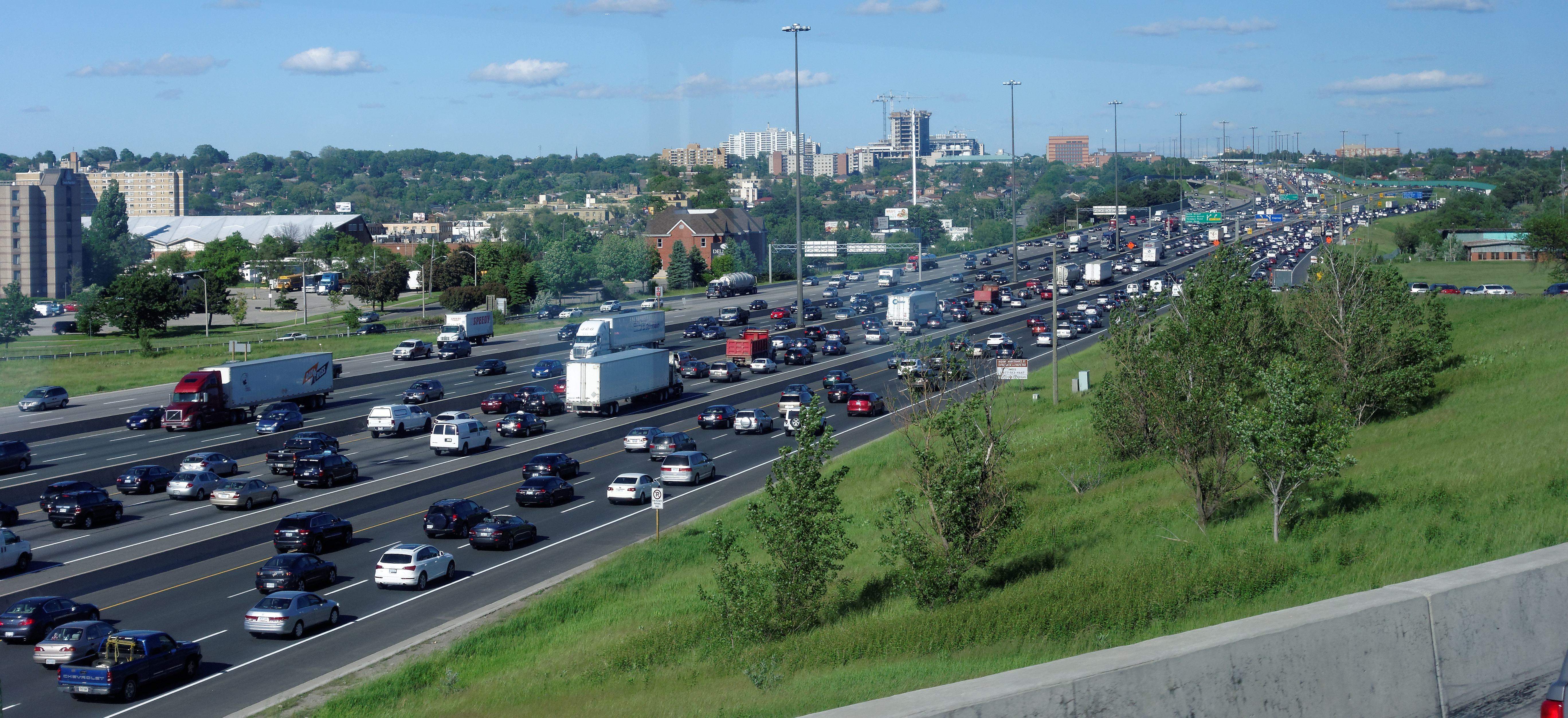
400號公路以東的一段401號公路；此處為401號公路全線最繁忙的路段之一

401號公路是世上最繁忙的道路之一；據安省交通厅於2008年發表的報告所示，401號公路介乎400號公路和韋斯頓道（Weston Road）的年度每日平均汽車流量（AADT）約達45萬架次，而另一份由美國聯邦公路管理局發表的報告則指出這一段公路的汽車流量偶然更超越每日50萬架次，較洛杉磯地區的10號州際公路和亞特蘭大地區的75號州際公路更繁忙。此外，安大略省和密芝根州的汽車業聯繫緊密，在及時制度下來往兩地汽車工廠的貨運交通頻繁；上述以及其他因素促使401號公路成為世上最繁忙的貨車通道
，由貨車承載來回美加兩地的貨物中有六成取道這條走廊。

### 西南安大略
401號公路現時尚未直達密芝根州底特律，但美加兩國政府計劃興建一條跨越底特律河（即美加邊境）連接溫莎市和底特律的新大橋，暫定於2024年開通，屆時401號公路將直通美國。
目前401號公路西起溫莎市西部布萊頓灘（Brighton Beach）的奧及布威園林路（Ojibway Parkway），首部份呈來回六線行車格局往東伸延並與E·C·勞高速公路平行，在曉倫教堂道（Huron Church Road）改往東南伸延並改與曉倫教堂道平行。公路穿越霍華德大道（Howard Avenue）後改往東北伸延，離開溫莎市境後大致跟隨前98號省道的走線通往提爾伯里（Tilbury）。

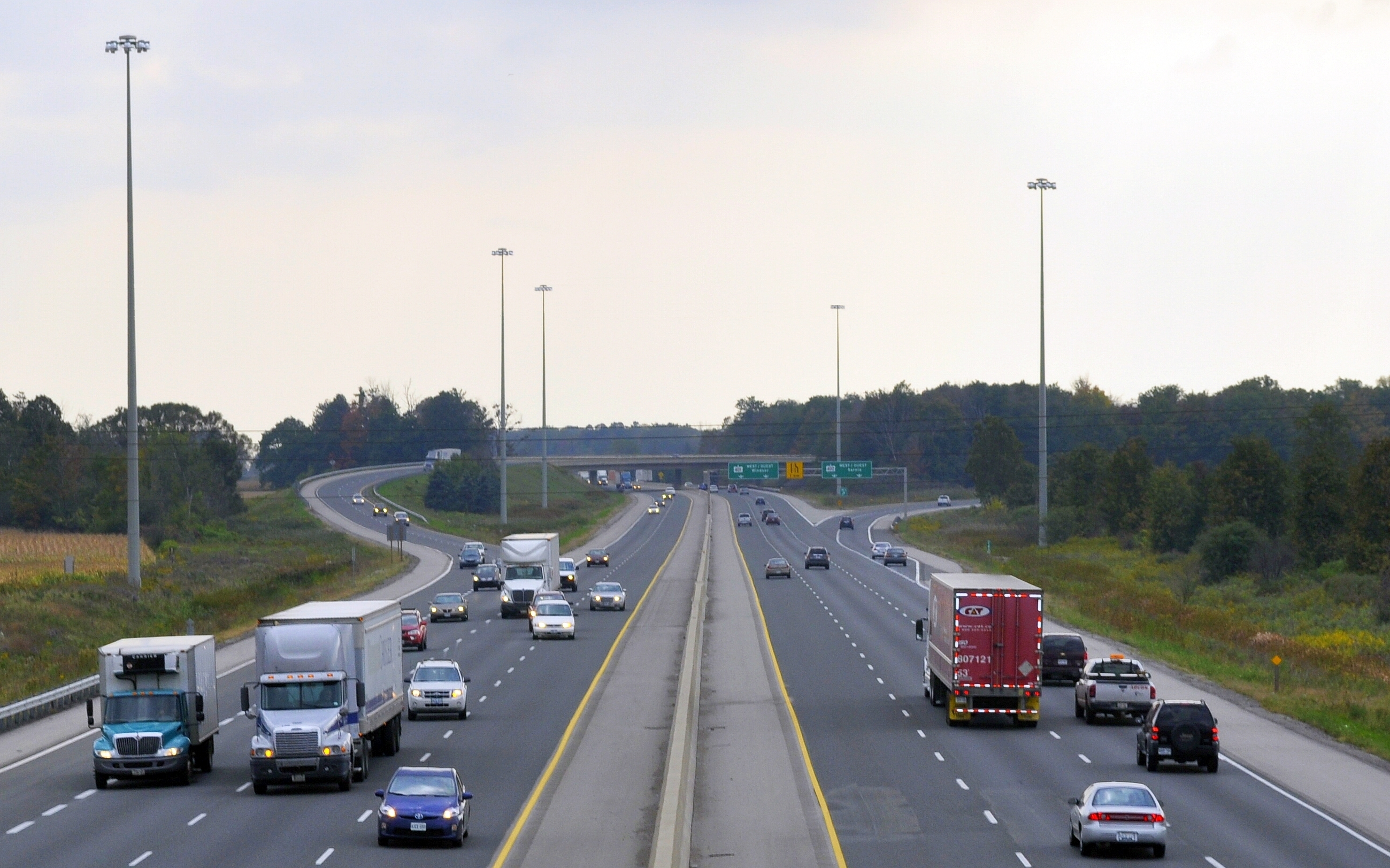
401號公路在倫敦市與402號公路交匯，在此以東擴闊至來回六線行車

公路在提爾伯里附近縮窄至來回四線行車，相反方向車道之間亦從高牆護欄改以草坪分隔。溫莎市和倫敦市之間的401號公路（特別是提爾伯里以西的路段）走線筆直且地勢平坦，駕駛人士觀感缺乏刺激，導致此處嚴重車禍頻生。
402號公路在倫敦市南部匯入401號公路，後者遂恢復來回六線行車
，到胡士托以南與403號公路交匯，此後往東北伸延至滑鐵盧區並與8號公路交匯，透過此公路連接滑鐵盧、基秦拿和劍橋。401號公路此後繼續往東伸延至荷頓區的苗頓鎮，達至大多倫多地區的外圍。

### 大多倫多地區

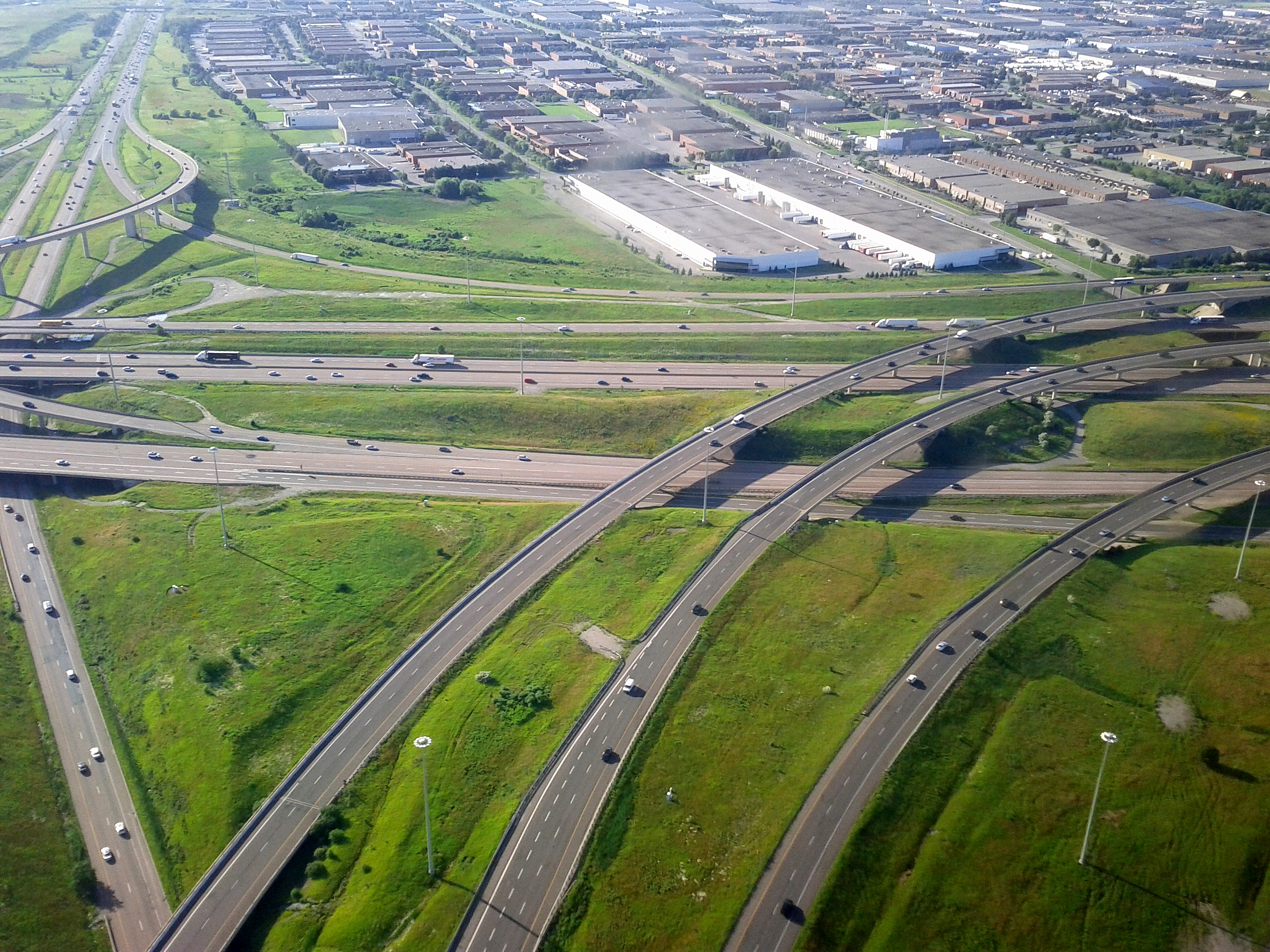
401號、403號和410號公路在密西沙加交匯

401號公路在大多倫多地區内的大部分路段呈長短途行車線分流佈局。在此佈局下，來回方向行車線細分為長途線和短途線：長途線置於短途線的内側，兩者以護欄分隔，令整條公路達致四向分隔行駛的規模。短途線在每個交匯處皆設匝道，而長途線則只於主要幹道才設直通匝道。長途線和短途線之間每隔一段距離設有交流道，讓駕駛人士在兩者之間往來；長途線用戶需先透過這些交流道通往短途線，才可通往次要道路的出口。此分流系統目的是盡量減少短途車流進出公路對長途車流所造成的影響。長途線的定向指示牌為綠底白字，而短途線的定向指示牌為藍底白字，以便與長途線區別。

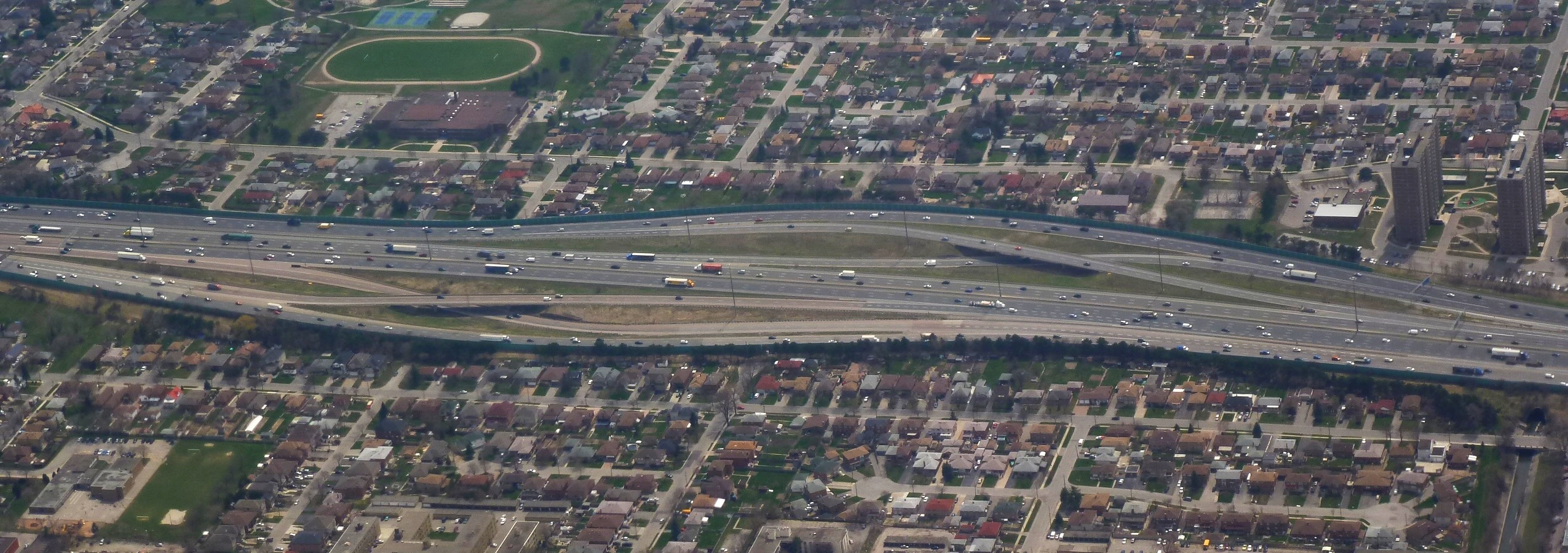
401號公路在400號公路交匯處以東設有交流道連接長短途行車線，因其外觀而稱為“織藍路段”（"The Basketweave"）

公路在大多倫多地區内分兩段設長短途行車線分流。首段西起皮爾區密西沙加市曉倫大略街（Hurontario Street），東至427號公路，長6.6（4.1英里），在皮爾遜國際機場以南達致來回18線行車；短途線在聯福徑（Renforth Drive）以東脫離401號公路並匯入427號公路。第二段分流則西起409號公路，由該公路的行車線匯入而成，自此往東經多倫多市的怡陶碧谷、北約克和士嘉堡區通往區的皮克靈市，全長43.7（27.2英里），來回行車線介乎12至16條。
介乎427號和409號公路的一段401號公路不設分流系統，而427號公路之下的401號公路縮窄至來回八線行車，是大多倫多地區内其中一個主要交通瓶頸。然而，該段401號公路兩旁缺乏預留空間，當局因此難以擴闊這段公路。此外，介乎韋斯頓道和400號公路的一段401號公路於2008年錄得平均每日442,900架次車流，為大多倫多地區最擁擠的路段之一。縱雖如此，401號公路仍是多倫多市的主要通勤道路；來往多倫多市中心的車流中有超過一半取道此公路。
401號公路在400號公路交匯處以東設有交流道連接長短途行車線，因其外觀而稱為“織藍路段”，與艾倫道交匯後先後跨越當河（Don River）的西支流和東支流，再於一座大型交匯處與當河谷園林公路和404號公路接駁。401號公路其後繼續往東貫穿士嘉堡，跨越紅河谷（Rouge Valley）後離開多倫多市境並進入區皮克靈市。
公路的長短途行車線分流系統到皮克靈的布羅克道（Brock Road）出口為止，來回行車線由14條減少至10條，往東邁進亞積士後再於沙林道（Salem Road）縮窄至來回六線行車。公路繼續往東伸展，在惠特比與412號公路交匯，抵達奧沙華和諧道（Harmony Road）出口後沿線風貌從市郊民房變為農地。公路從南面繞過寶文圍（Bowmanville）後再與35號和115號公路的共構路段南端交匯。

### 東安大略

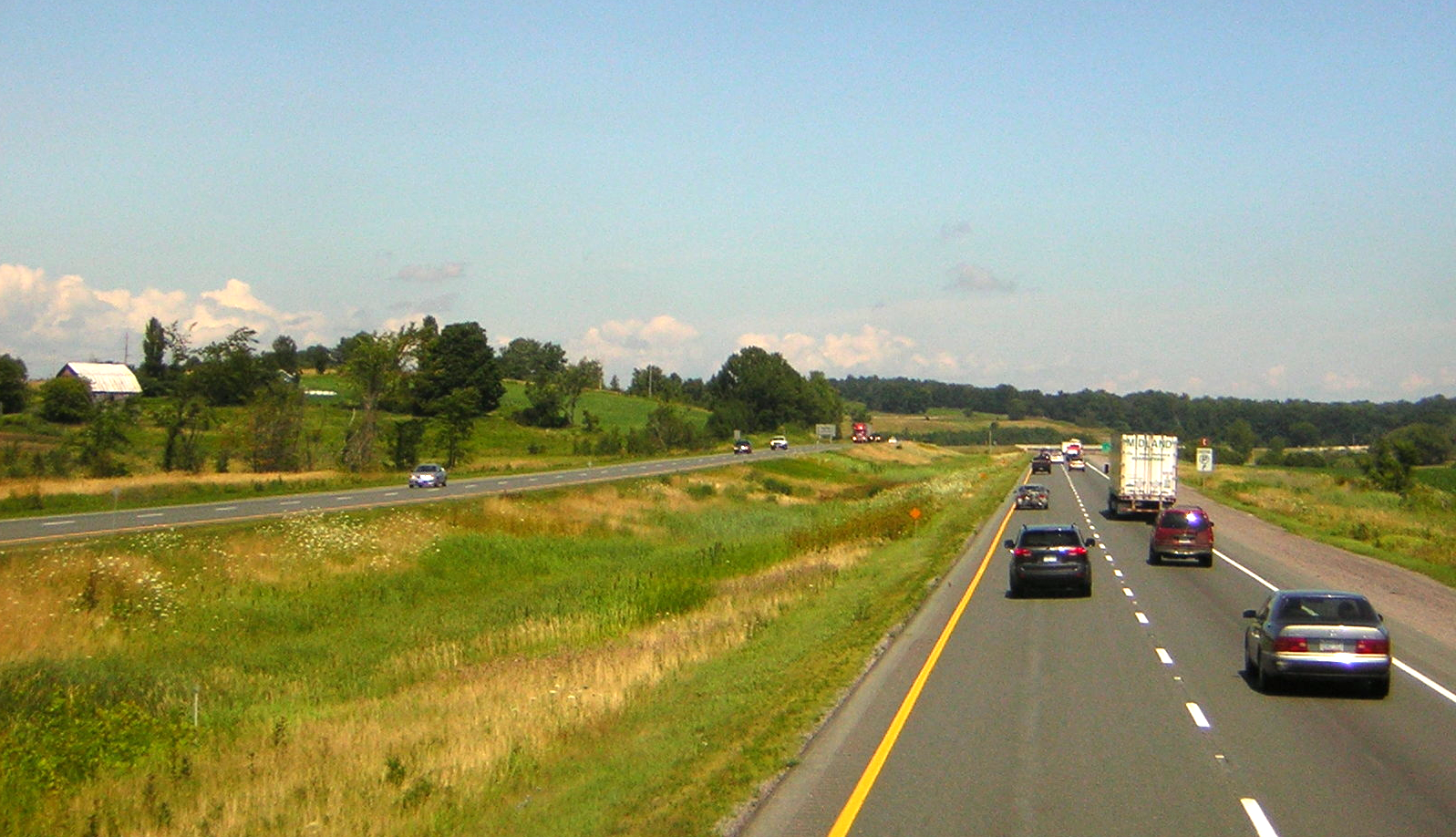
416號公路以東的401號公路主要途經鄉郊地區，沿線交通流量較低，來回行車線亦只以草坪分隔

401號公路從北面繞過科堡，並在此進一步縮窄至來回四線行車，沿線地勢亦因安大略湖畔的山丘和河谷而高低起伏。公路在特倫頓（Trenton）跨越特倫特運河（Trent Canal）後從北面繞過貝爾維爾，並在此跨越莫伊拉河（Moira River）。公路其後往東伸延至納潘尼，再抵達京士頓；京士頓一帶的401號公路原稱“京士頓繞道”，並是401號公路最早落成的路段之一。
公路離開京士頓後途經聖羅倫斯河畔的農地再抵達加南諾奎（Gananoque），而千島園林路（Thousand Islands Parkway）亦在此從401號公路分支，到布羅克維爾附近再匯入401號公路。401號公路餘下路段大致與前2號省道平行，在約翰斯敦（Johnstown）與416號公路（即通往渥太華的主要公路）交匯。401號公路自此繼續與聖羅倫斯河平行，往東北伸延至魁北克省邊界為止；公路在此駁上魁北克20號高速公路，往東直達蒙特婁。

### 交通流量與行車線數
安省交通厅每年發表各條省級公路的年度每日平均汽車流量（AADT）；下表比較401號公路沿線各處於1969年、1988年和2008年的交通流量。
| 地點             | 地點   | 溫莎                          | 倫敦                            | 胡士托                     | 劍橋               | 密西沙加                | 多倫多               | 奧沙華          | 貝爾維爾            | 京士頓                      | 布羅克維爾             | 康和                     |
| ---------------- | ------ | ----------------------------- | ------------------------------- | -------------------------- | ------------------ | ----------------------- | -------------------- | --------------- | ------------------- | --------------------------- | ---------------------- | ------------------------ |
| 路段             | 路段   | 杜格爾大道 – 雅息士縣46號縣道 | 海貝里大道 – 退伍軍人紀念園林路 | 牛津縣59號縣道 – 403號公路 | 8號公路 – 24號公路 | 密西沙加道 – 曉倫大略街 | 韋斯頓道 – 400號公路 | 公園道 – 閃高街 | 62號公路 – 37號公路 | 芳堤娜縣38號縣道 – 薛鄧咸道 | 29號公路– 北奧古斯塔道 | 138號公路 – 麥康乃爾大道 |
| 汽車流量（AADT） | 1969年 | 9,550                         | 17,450                          | 16,700                     | 19,900             | 28,450                  | 106,850              | 29,000          | 13,750              | 12,000                      | 10,050                 | 10,300                   |
| 汽車流量（AADT） | 1988年 | 13,200                        | 33,800                          | 35,100                     | 50,400             | 97,100                  | 319,600              | 79,000          | 22,500              | 20,700                      | 15,300                 | 12,900                   |
| 汽車流量（AADT） | 2008年 | 16,700                        | 64,500                          | 67,100                     | 125,600            | 177,300                 | 442,900              | 120,700         | 43,500              | 45,400                      | 29,100                 | 18,400                   |

| 路段     | 路段     | E·C·勞高速公路至雅息士縣42號縣道 | 雅息士縣42號縣道至402號公路 | 402號公路至403 / 410號公路 | 403 / 410號公路至427號公路 | 427號公路至27號公路 | 27號公路至409號公路 | 409號公路至布羅克道   | 布羅克道至沙林道 | 沙林道至伯納姆街   | 伯納姆街至芳堤娜縣38號縣道 | 芳堤娜縣38號縣道至蒙特婁街 | 蒙特婁街至魁北克省邊界 |
| 行車線數 | 行車線數 | 6線                              | 4線                         | 6線                        | 18線（長短途分隔）         | 8線                 | 10線                | 12–16線（長短途分隔） | 10線             | 6線                | 4線                        | 6線                        | 4線                    |
| 路段總長 | 路段總長 | 55.7 km（34.6 mi）               | 127.5 km（79.2 mi）         | 161.3 km（100.2 mi）       | 5.8 km（3.6 mi）           | 0.8 km（0.50 mi）   | 3.9 km（2.4 mi）    | 43.3 km（26.9 mi）    | 6.0 km（3.7 mi） | 68.3 km（42.4 mi） | 138.2 km（85.9 mi）        | 8.2 km（5.1 mi）           | 209.0 km（129.9 mi）   |

## 歷史

### 早期發展

401號公路各路段的開通年份

在高速公路還未普及的時候，2號省道曾是安省最重要的交通幹道之一，沿安大略湖的湖岸綫連接南安省大小城鎮。然而，其交通流量到1930年代初開始不勝負荷，而省政府亦有意於沿途兩處興建繞道以舒緩交通。介乎加南諾奎（Gananoque）和布羅克維爾的2S省道先於1941年末-42年初之間開通，而介乎海倫溪（Highland Creek）和奧沙華的繞道則於1947年落成啓用。
繞道工程曾於二戰時期停頓，而省政府則在這數年間研究興建繞過舊多倫多市，從東至西貫穿南安省的新高速公路，走綫大致與2號省道平行。戰後省府公路部門把連接多倫多和巴里的南北向高速公路（即現400號公路）視為首要工作，而隨著韓戰於1950年爆發，南安省東西向高速公路項目亦再告拖延。縱雖如此，該項目的多倫多繞道部分（Toronto Bypass）於1951年動工。

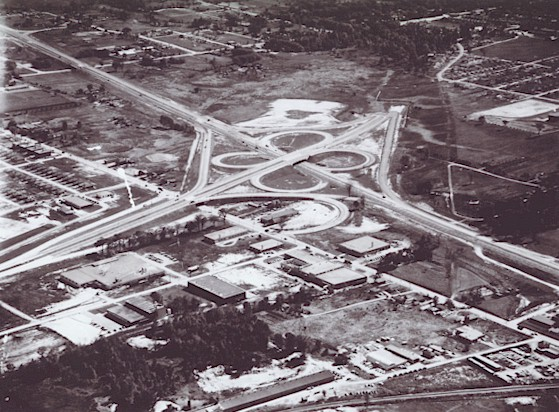
401號公路與400號公路交匯處（攝於1953年）

1952年7月，省府正式將2S省道和海倫溪至奧沙華公路編為「401號限制進出公路」，而多倫多繞道部分路段亦於同年相繼完工：德芙靈街至400號公路路段於8月完成、400號公路至韋斯頓道路段於9月完成、德芙靈街至巴佛士街路段於10月完成、而巴佛士街至央街路段則於12月完成。省府再於1953年開始伸延公路：央街至灣景大道路段於1955年4月完成，而韋斯頓道至27號公路路段則於同年9月開通。多倫多繞道全線工程（包括將401號公路以南的27號公路升格至高速公路資格）於1956年8月完成；公路的設計車流上限為每日48000架次，但到了1959年已達至每日85000架次。
與此同時，省府陸續在多倫多地區以外展開401號公路項目：27號公路以西的延伸項目和京士頓繞道項目於1954年末展開，而京士頓繞道和前2S省道之間的路段則於1955年動工。連接倫敦和胡士托的路段，以及連接溫莎和提爾伯里的路段亦於1956年動工。摩里斯堡（Morrisburg）一帶的路段於1958年開通，取代因聖羅倫斯海道工程而被淹沒的2號公路路段。公路的大多倫多地區路段於1960年再往兩端伸延：往東延至紐卡素（Newcastle）和合普港（Port Hope）之間的路段於6月30日開通，而往西延至苗頓和基秦拿以南之間的路段則於11月17日開通。
介乎合普港和瑪莉斯維爾（Marysville）的路段，以及介乎胡士托和基秦拿的路段相繼於1961年完成，而介乎瑪莉斯維爾和京士頓的路段則於1962年開通。倫敦和提爾伯里之間路段的東行線於1963年10月22日完工，西行線則於1965年7月20日完工。康和至蘭卡斯特（Lancaster）的路段於1962年-64年間完成
，而通往魁北克省邊界的路段則於1964年11月10日通車。隨著千島繞道於1968年10月11日開通，401號公路亦告全線落成。千島繞道取代了2S公路的主綫地位；2S公路的編號後來被取消，並被命名為千島園林路（Thousand Islands Parkway）。
安省省長羅伯茲（John Robarts）於1965年宣佈把公路全綫命名為「麥克唐納-卡迪亞公路」，以紀念加拿大的兩位國父：莊·亞歷山大·麥當勞和喬治-艾天·卡迪亞（George-Étienne Cartier）
。此路名常見於街道圖和官方文件中，在日常對話中卻鮮有提及。藍底白字的路盾曾與「401」號路盾般遍佈公路沿綫，但安省政府於1990年代決定停止更換路盾，而現時公路沿綫剩下的路盾也不夠十個。

### 逐步拓闊

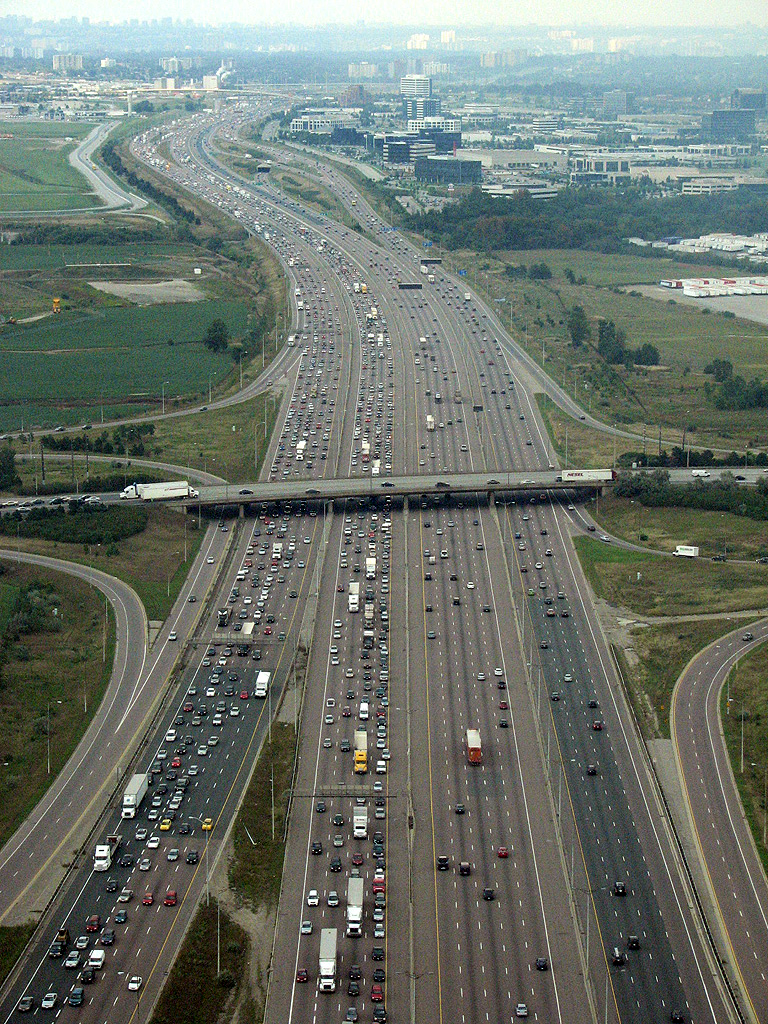
401號公路在大多倫多地區内的路段採用長短途行車線分隔系統；在多倫多皮爾遜國際機場以南的路段來回方向行車線總數達18條，為公路全線最寬闊的路段

401號公路在大多倫多市内的路段開通後，迅即成為當地居民的通勤要道。為了應對日益增長的車流，安省交通厅於1963年宣佈將介乎伊斯靈頓大道（Islington Avenue）和萬錦道（Markham Road）的一段401號公路從來回四線行車拓寬至最少12線，並引入長短途行車線分隔系統；工程期間來回方向維持四線行車。拓闊工程原定於1967年完成，但實際歷時接近10年，於1972年才告完畢。公路在大多倫多市内的大部分交流道同時改建為局部苜蓿葉型設計（partial cloverleaf），而公路沿線照明系統亦有所提升。
區内的401號公路於1970年代拓闊至來回六線行車，而介乎403號/410號公路和427號公路的路段則於1985年改建成長短途行車線分隔佈局。當局又於1980年代末計劃將長短途行車線分隔系統從士嘉堡的尼信道（Neilson Road）往東伸延至皮克靈的布羅克道（Brock Road）；項目於2000年完成。
省府又於1990年代將介乎多倫多和倫敦的401號公路拓闊至來回六線行車；其他拓闊工程則令介乎基秦拿和紐卡素的路段來回行車線總數增至六條。

### 21世紀
在阿富汗戰爭中陣亡的加拿大軍人遺體遣送回國後，會由特倫頓空軍基地經401號公路轉送至位於多倫多的法醫官辦公室。每逢載有陣亡軍人遺體的車隊駛經該段公路時，沿線皆有大批民眾聚集並向陣亡軍人致敬。2007年6月，《多倫多太陽報》一篇報道將此形容為「英雄公路現象」（"highway of heroes phenomena"）；其後有安省居民發起簽名運動，促請安省交通厅將該段公路冠為「英雄公路」，獲得逾2萬個簽名。簽名於2007年8月22日送至交通厅，而交通厅則於同月24日宣佈將介乎特倫頓格倫米勒道（Glen Miller Road）和多倫多當河谷園林公路/404號公路交匯處之間的一段401號公路額外冠上「英雄公路」（英語：Highway of Heroes）的稱號，但公路全線仍保持「麥當勞-卡迪亞公路」的稱號。隨著法醫官辦公室遷至含伯河醫院（Humber River Hospital），交通厅亦於2013年9月27日將401號公路的「英雄公路」稱號往西延至多倫多市的基爾街出口。

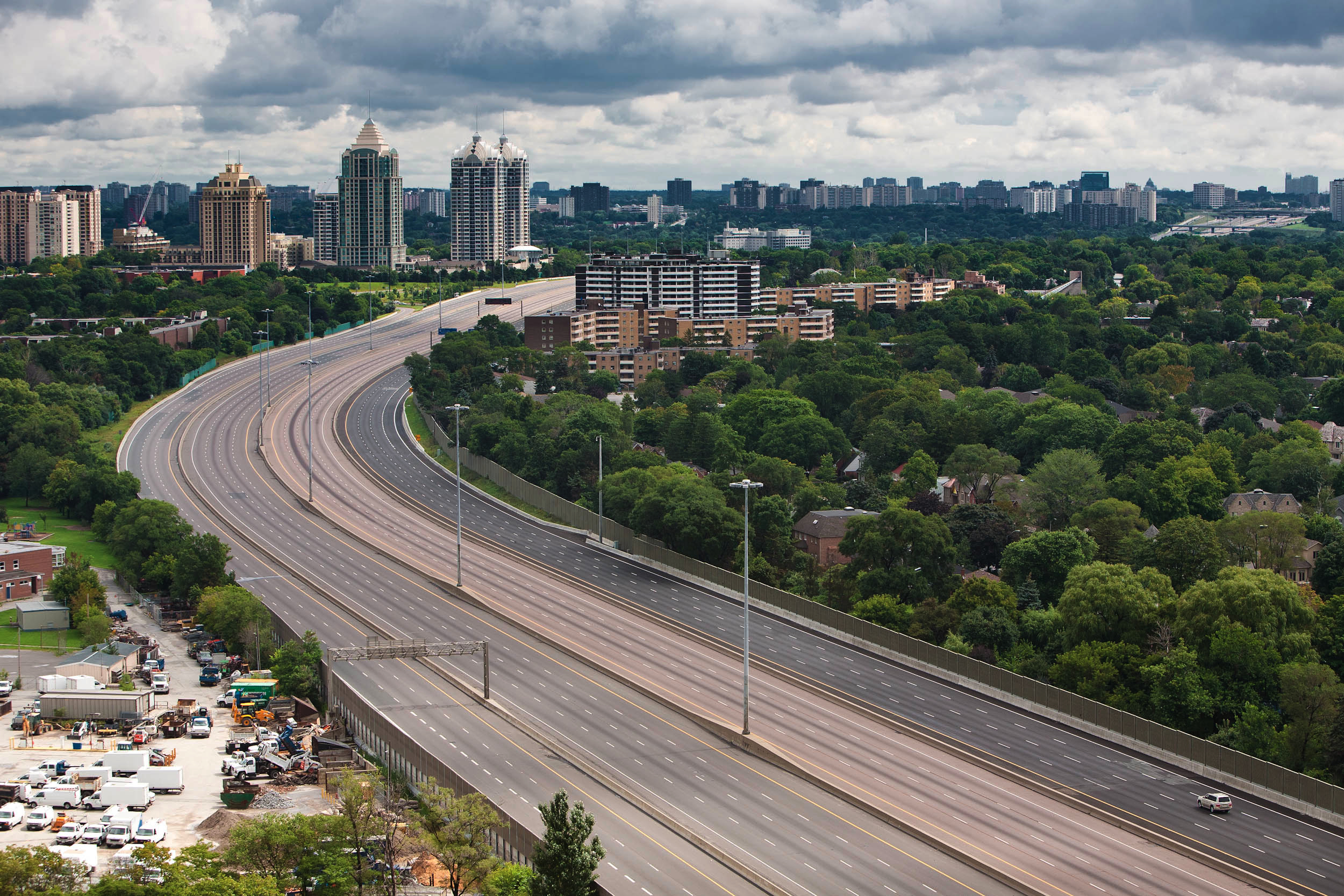
2008年多倫多市内發生丙烷爆炸事件，附近一段401號公路罕有地全線封閉

2008年8月10日，多倫多市内一處丙烷儲存設施發生爆炸，當局封閉了介乎400號和404號公路之間的一段401號公路以策安全，封閉規模為401號公路歷來之最。該段公路在當晚晚上8時解封，但爆炸附近的數個公路出入口再過了一段時間才再度開放。

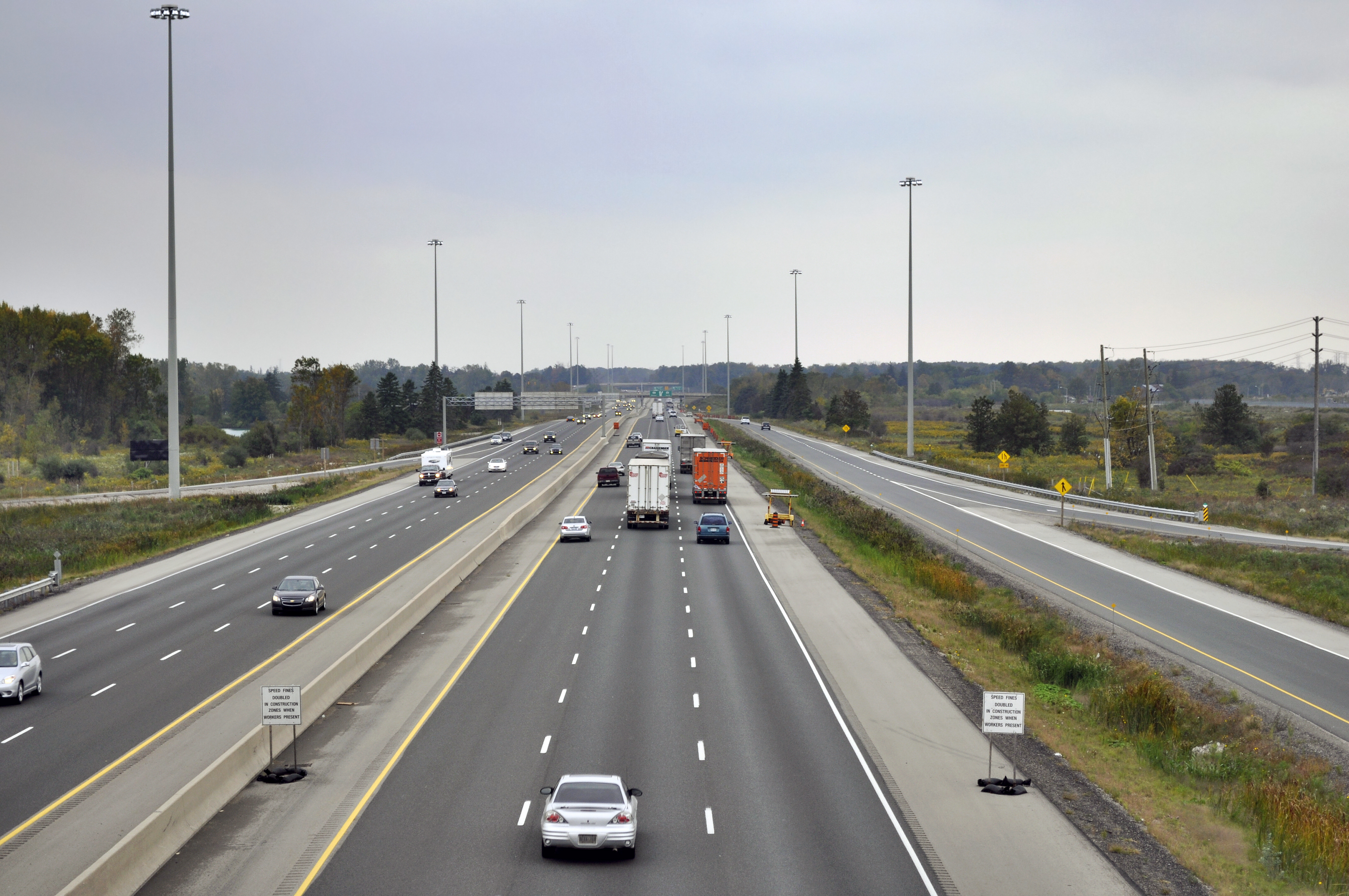
倫敦一帶的401號公路於2008年拓闊至來回六線行車

倫敦一帶介乎402號公路和威靈頓道（Wellington Road）之間的一段401號公路從2006年-08年進行拓闊工程，來回行車線由四條增至六條。另一方面，介乎胡士托和基秦拿的路段亦於2010年拓闊至來回六線行車，工程亦包括設置高牆中央分隔護欄、拉直公路走線以及增設公路出入口以便在緊急情況下進行疏散。
美加兩國聯邦政府於2004年宣佈計劃興建新橋連接底特律和溫莎，而安省交通厅則因應此項目而展開401號公路西延的規劃工序，並於2005年末開始進行環境評估。交通厅從2008年起在項目沿線徵地，而西延項目主體工程則於2011年中展開。2012年11月28日，交通厅宣佈將401號公路西延路段名為「赫布·格雷園林公路」，以紀念多屆連任的溫莎市國會議員及加拿大前副總理赫布·格雷。西延路段分兩期啓用：首期長8公里通往E·C·勞高速公路的路段於2015年6月28日開通，餘下通往奧及布威園林路的路段則於同年11月21日通車。新國際大橋的前期工程於2015年展開，暫定於2019年-20年間開通，屆時401號公路將直達美加邊境。

### 腳註
1. 1 2 3 4 5 6 7  安大略省交通厅. . 安大略省政府. 2008  [2013-10-01]. （原始内容存档于2011-07-06）.
2. ↑  .   [2008-03-21]. （原始内容存档于2016-03-03）.
3. ↑  Allen, Paddy. . The Guardian. Guardian News & Media Ltd. 11 July 2011  [11 July 2014]. （原始内容存档于2014-10-10） （英语）.
4. 1 2  Maier, Hanna. .  (报告). Federal Highway Administration. October 9, 2007  [May 1, 2010]. （原始内容存档于2010-05-27）. The key high-volume highways in Ontario are the 400-series highways in the southern part of the province. The most important of these is the 401, the busiest highway in North America, with average annual daily traffic (AADT) of more than 425,000 vehicles in 2004 and daily traffic sometimes exceeding 500,000 vehicles.
5. 1 2  Canadian NewsWire.  (报告). Ministry of Transportation of Ontario. August 6, 2002. Highway 401 is one of the busiest highways in the world and represents a vital link in Ontario's transportation infrastructure, carrying more than 400,000 vehicles per day through Toronto.
6. 1 2 3 4 5 6  Thün, Geoffrey; Velikov, Kathy. . Alphabet City.   [January 2, 2012]. （原始内容存档于2010年7月5日）. It is North America’s busiest highway, and one of the busiest in the world. The section of Highway 401 that cuts across the northern part of Toronto has been expanded to eighteen lanes, and typically carries 420,000 vehicles a day, rising to 500,000 at peak times, as compared to 380,000 on the I-405 in Los Angeles or 350,000 on the I-75 in Atlanta (Gray).
7. ↑  明報加東版，《紀念阿富汗殉職加軍 一段401更名「英雄公路」》，2007年9月8日。
8. 1 2 3 4 5 6 7  . John G. Shragge. 2007  [February 12, 2010]. （原始内容存档于2008年3月28日）.
9. ↑  . The Midland Free Press (Sun Media). 2008  [March 5, 2010]. （原始内容存档于2011年7月14日）.
10. ↑  Ministry of Transportation (2003), section T18–19.
11. ↑  Detroit River International Crossing Study team.  (PDF). URS Corporation. July 2009  [February 26, 2010]. （原始内容 (PDF)存档于2010-03-31）.
12. ↑  . CBC News. 28 September 2018  [29 September 2018]. （原始内容存档于2019-11-12）.
13. ↑  Queen's Printer for Ontario.  (地图). Government of Ontario. 1969.
14. ↑  Hall, Joseph. . The Toronto Star. October 2, 1999: 1  [March 24, 2010]. （原始内容存档于2012-11-07）. |section=被忽略 (帮助)
15. ↑  . The Toronto Star. June 8, 2000: A. 4  [March 24, 2010]. （原始内容存档于2012-11-07）. |section=被忽略 (帮助)
16. 1 2   (地图). Cartography by MapArt. Peter Heiler Ltd. 2010. ISBN 978-1-55198-226-7.
17. ↑  Ministry of Transportation of Ontario. . Transport Canada. June 26, 2006  [March 14, 2010]. （原始内容存档于2012-10-21）.
18. ↑  Ministry of Transportation (2003), section R23–24.
19. ↑  Lorenz, Matt; Elefteriadou, Lily.  (PDF). Fourth International Symposium on Highway Capacity, Proceedings (The Pennsylvania Transportation Institute). July 2000: 85  [June 10, 2010]. （原始内容存档 (PDF)于2018-02-21）.
20. 1 2 3 4  MapArt.  (地图). Peter Heiler Ltd: 103, 107–112, 266–267, 459, 466. § E3–K44, R8–S16, E44–F46. 2008. ISBN 978-1-55198-877-1.
21. ↑  Google Inc.  (地图). Google Inc. April 28, 2009  [April 28, 2009].
22. ↑  Google Inc.  (地图). Google Inc. April 28, 2009  [April 28, 2009].
23. 1 2 3 4  Toporama.  (地图). Ministry of Natural Resources Canada.   [June 9, 2010]. （原始内容存档于2012-10-03）.
24. ↑  M.M Dillon Limited. .  (报告). Metropolitan Toronto Technical Transportation Planning Committee: iii. July 1983. nearly 52% of the vehicles entering the [study] corridor arrived via Highway 401.
25. 1 2  Google Inc.  (地图). Google Inc. June 10, 2010  [June 10, 2010].
26. ↑  Rand McNally 2007，第4頁.
27. ↑  Toporama.  (地图). Ministry of Natural Resources Canada.   [June 9, 2010]. （原始内容存档于2012-10-03）.
28. 1 2  Google Inc.  (地图). Google Inc. March 5, 2010  [March 5, 2010].
29. 1 2 3 4 5 6 7 8  Ministry of Transportation and Communications (1972). pp. 8–9.
30. ↑  Peter Heiler Ltd (2009), section C59.
31. ↑  Peter Heiler Ltd (2010), pp. 37, 50, section A59–C61.
32. ↑  Peter Heiler Ltd (2010), p. 50, section X64–Y64.
33. ↑  Peter Heiler Ltd (2010), p. 69, section S73–T74.
34. ↑  Ministry of Transportation of Ontario. . Government of Ontario. 2010  [October 1, 2013]. （原始内容存档于2013年10月4日）.
35. ↑   (报告). Department of Highways: 5–11. 1970.
36. 1 2
37. ↑  Butorac.
38. 1 2  Ministry of Transportation of Ontario. . Government of Ontario. September 13, 2008  [March 11, 2010]. （原始内容存档于2010-03-17）.
39. ↑   (报告). Department of Highways: 9. April 1942.
40. 1 2 3 4 5 6 7  Shragge pp. 93–94.
41. ↑  Shragge p. 89.
42. ↑  . The Ottawa Citizen 116 (281) (Southam Newspapers). May 29, 1959: 23  [March 25, 2010]. （原始内容存档于2016-03-05）.
43. 1 2  . The Ottawa Citizen 112 (8) (Southam Newspapers). July 8, 1954: 16  [February 9, 2010].
44. ↑  McKendry, Jennifer. . Kingston Historical Society. 2004  [January 2, 2012]. （原始内容存档于2012年4月26日）.
45. ↑  . The Ottawa Citizen 113 (206) (Southam Newspapers). March 1, 1956: 23  [March 31, 2010]. （原始内容存档于2016-03-05）.
46. ↑   (地图). Supertest Oil Co. 1958  [March 26, 2012].[永久]
47. ↑  . The Ottawa Citizen 118 (632) (Southam Newspapers). July 22, 1961: 14  [April 1, 2010]. （原始内容存档于2016-03-05）.
48. 1 2  Heine, William C. . The Ottawa Citizen 11 (28) (Southam Newspapers). July 15, 1961: 1–4, 22  [April 1, 2010]. （原始内容存档于2016-03-05）.
49. ↑  . New York Times. January 17, 1964: 45  [April 2, 2010]. （原始内容存档于2011-06-05）. |section=被忽略 (帮助)
50. ↑  . The Globe and Mail 121 (35,907) (Toronto). January 9, 1965: 1. Premier John Robarts is expected to announce Monday at the 150th birthday dinner for Sir John A. Macdonald that Highway 401 will be renamed the Macdonald–Cartier Freeway. The naming will be in honour of Canada's first prime minister and Georges Etienne Cartier, the Quebec leader in confederation. |section=被忽略 (帮助)
51. ↑  .  (报告). Department of Highways: 324. March 31, 1966.
52. ↑  .   [2008-03-21]. （原始内容存档于2010-03-25）.
53. ↑   (报告). Ontario Ministry of Transportation and Communications. March 31, 1984  [June 24, 2010]. （原始内容存档于2020-08-28）.
54. ↑  Josey, Stan. . The Toronto Star. February 10, 1987: E1  [April 10, 2010]. （原始内容存档于2012-11-07）. |section=被忽略 (帮助)
55. ↑  Byrne, Caroline. . The Toronto Star. July 4, 1989: E2  [April 10, 2010]. （原始内容存档于2012-11-07）. |section=被忽略 (帮助)
56. ↑   (PDF). LEA Consulting.   [April 6, 2010]. （原始内容 (PDF)存档于2011年7月6日）.
57. ↑  Crone, Greg. . Kitchener–Waterloo Record. February 11, 1993: A1  [April 17, 2010]. （原始内容存档于2012-11-07）. |section=被忽略 (帮助)
58. ↑  . The Toronto Star. February 3, 1996: A3  [April 10, 2010]. （原始内容存档于2012-11-07）. |section=被忽略 (帮助)
59. ↑  . City News. August 24, 2007  [February 3, 2010]. （原始内容存档于2011年6月29日）.
60. ↑  Warmington, Joe. . The Toronto Sun. June 23, 2007: 3. |section=被忽略 (帮助)
61. 1 2  . CTV Toronto. August 24, 2007  [February 3, 2010]. （原始内容存档于2011-01-06）.
62. ↑  . The Record (Kitchener). August 24, 2007  [February 3, 2010].[永久]
63. ↑  Office of the Premier.  (报告). Government of Ontario. September 7, 2007  [February 3, 2010]. （原始内容存档于2011-07-17）.
64. ↑  . CanWest News Service. August 10, 2010  [February 21, 2010]. （原始内容存档于2008年8月25日）. Ontario Provincial Police spokesman Sgt. Cam Woolley said the incident triggered the biggest closure of the 401 in the highway’s history.
65. ↑  Taylor, Bill. . The Toronto Star. August 11, 2008  [February 21, 2010]. （原始内容存档于2012-10-09）. ...a 10-kilometre stretch of Canada’s busiest highway, the 401, was shut down as was the southern end of Highway 400, which carries people to and from cottage country. The highway was re-opened at around 8 p.m., but the restricted ramps will remain closed for some time.
66. ↑  . CityNews. August 10, 2010  [February 21, 2010]. （原始内容存档于2010年5月22日）.
67. ↑  Ministry of Transportation of Ontario.  (报告). Canadian News Wire. March 2007.
68. ↑  Ministry of Transportation of Ontario. . Government of Ontario. July 14, 2008  [March 14, 2010]. （原始内容存档于2007-10-30）.
69. ↑  Cornies, Larry. . London, Ontario, Canada: London Free Press. December 4, 2010  [June 8, 2011]. （原始内容存档于2011-07-13）. Except for a few crowning touches that will wait until spring, the massive construction project on a 20-kilometre stretch of Hwy. 401 just east of Woodstock is finally finished.
70. ↑  Detroit River International Crossing Study team. . Detroit River International Crossing Project.   [February 26, 2010]. （原始内容存档于2010-05-04）.
71. ↑  Pearson, Craig. . Windsor Star. February 14, 2008: 1  [February 26, 2010]. （原始内容存档于2010年12月30日）. |section=被忽略 (帮助)
72. ↑  . Canadian Broadcasting Corporation. November 27, 2009  [December 14, 2011]. （原始内容存档于2012-11-07）.
73. ↑  Doelen, Chris Vander. . The Windsor Star. May 7, 2011  [January 2, 2012].[永久]
74. ↑  Infrastructure Ontario. . Government of Ontario. 2011  [December 28, 2011]. （原始内容存档于2012年4月19日）.
75. ↑  Battagello, Dave. . The Windsor Star. November 28, 2012  [December 2, 2012]. （原始内容存档于2012年12月1日）.
76. ↑  Battagello, Dave. . The Windsor Star. June 24, 2015  [June 25, 2015]. （原始内容存档于2015-06-25）.
77. ↑  Ministry of Transportation of Ontario.  (PDF) (新闻稿). Ministry of Transportation of Ontario. November 20, 2015  [March 10, 2016]. （原始内容 (PDF)存档于2016-03-04）.
78. ↑  Battagello, Dave. . Windsor Star. 2016-06-23  [2016-06-23]. （原始内容存档于2020-02-23）.
79. ↑  Battagello, Dave. . Windsor Star. May 22, 2013  [August 4, 2013]. （原始内容存档于2013-08-07）.

### 引用資料
書籍
- Brown, Ron. . Toronto: Polar Bear Press. 1997. ISBN 1-896757-02-2.
- Butorac, Yvonne. . Erin, Ontario: Boston Mills Press. June 1, 1995. ISBN 1-55046-137-0.
- Emery, Claire; Ford, Barbara. . Burlington, Ontario: Confederation Centennial Committee of Burlington. 1967: 179–182  [May 3, 2010]. （原始内容存档于2011年6月14日）.
- Filey, Mike. . Toronto: Dundurn Press. 1994: 61–62  [February 10, 2010]. ISBN 1-55002-227-X.
- McIlwraith, Thomas F. . Toronto: University of Toronto Press. 1997  [March 13, 2010]. ISBN 978-0-8020-7658-8.
- . Toronto: Ministry of Transportation and Communications. 1972.
- Shragge, John; Bagnato, Sharon. . Toronto: Ontario Ministry of Transportation and Communications, Historical Committee. 1984. ISBN 0-7743-9388-2.
- Stamp, Robert M. . Erin, Ontario: Boston Mills Press. 1987. ISBN 0-919783-84-8.

地圖
- Geomatics Office.  (地图). Cartography by Bryan Simmons, Lori-Anne Martin. Ministry of Transportation. 2003  [January 5, 2012]. （原始内容存档于2020-11-06）.
- (地图). Cartography by MapArt. Peter Heiler Ltd. § C59. 2009. ISBN 978-1-55368-222-6.
- (地图). Cartography by MapArt. Peter Heiler Ltd. 2010. ISBN 978-1-55198-226-7.
- (地图). Cartography by Perly's. Rand McNally: 4. 2007. ISBN 978-0-88640-928-9.

## 外部連結
- 安大略省交通厅網站 （页面存档备份，存于）
- 赫布·格雷園林公路項目網站 （页面存档备份，存于）
- 401號公路即時路況